# Droite centrale
En géométrie, les droites centrales sont des droites particulières liées à un triangle plan. Ces droites sont directement liées à l'un des centres du triangle, qui sert de base pour exprimer l'équation de la droite en coordonnées trilinéaires. Le concept de droite centrale a été introduit par Clark Kimberling dans un article de 1994,.

## Définition
Soit ABC un triangle du plan et (x : y : z) les coordonnées trilinéaires d'un point arbitraire du plan de ce triangle.
Une droite dans le plan du triangle ABC dont l'équation en coordonnées trilinéaires est de la forme
{\displaystyle f(a,b,c)x+g(a,b,c)y+h(a,b,c)z=0}
où le point de coordonnées trilinéaires (f (a, b, c) : g (a, b, c) : h (a, b, c)) est un centre du triangle, est une droite centrale dans le plan du triangle ABC relativement au triangle ABC,,.

## Droites centrales comme polaires trilinéaires
La relation géométrique entre une droite centrale et son centre du triangle associé peut être exprimée avec les concepts de polaires trilinéaires et les conjugués isogonaux.
Soit X = (u (a, b, c) : v (a, b, c) : w (a, b, c)) un centre du triangle. La droite dont l'équation est 
{\displaystyle {\frac {x}{u(a,b,c)}}+{\frac {y}{v(a,b,c)}}+{\frac {z}{w(a,b,c)}}=0}
est la polaire trilinéaire de X,. De plus, le point Y = (1 / u (a, b, c) : 1 / v (a, b, c) : 1 / w (a, b, c)) est le conjugué isogonal de X.
Ainsi, la droite centrale donnée par l'équation
{\displaystyle f(a,b,c)x+g(a,b,c)y+h(a,b,c)z=0}
est la polaire trilinéaire du conjugué isogonal du centre du triangle défini par les coordonnées trilinéaires (f (a, b, c) : g (a, b, c) : h (a, b, c) ).

## Construction de droites centrales

Construction de la droite centrale associée au centre X. Le point Y est le conjugué isogonal de X.

Soit X un centre du triangle ABC. On trace les droites AX, BX et CX, ainsi que leurs images respectives par symétrie avec les bissectrices internes en A, B, C. Les droites images sont concourantes en Y, qui est par définition le conjugué isogonal de X.
Les céviennes AY, BY et CY croisent les côtés opposés en A', B', C' respectivement. Le triangle A'B'C' est donc le triangle cévien de Y. Le triangle ABC et le triangle cévien A'B'C' sont homologiques ; soit DEF l'axe de l'homologie entre les deux triangles. La droite DEF est la polaire trilinéaire du point Y, et la droite centrale associée au centre du triangle X.

## Droites centrales connues
Pour le centre Xn de l'Encyclopedia of Triangle Centers de Clark Kimberling, on note Ln la droite centrale qui lui est associée. Certains droites centrales sont en effet connues et ont été étudiées.

### Droite centrale associée àX1, le centre du cercle inscrit: l'axe anti-orthique

L'axe anti-orthique comme axe de l'homologie entre le triangle ABC et son triangle excentral.

La droite centrale associée au centre du cercle inscrit X1 = ( 1 : 1 : 1 ) (aussi noté I) a pour équation trilinéaire
{\displaystyle x+y+z=0.}
Cette droite est l'axe anti-orthique du triangle ABC.
Le centre du cercle inscrit est son propre conjugué isogonal. Donc l'axe anti-orthique, qui est la droite centrale associée à X1, est l'axe de l'homologie entre le triangle ABC et le triangle cévien du centre du cercle inscrit au triangle ABC.
L'axe anti-orthique du triangle ABC est aussi l'axe de l'homologie entre le triangle ABC et son triangle de Bevan, formé par les bissectrices extérieures et de sommets les centres des cercles exinscrits I1I2I3.
Le triangle dont les côtés sont tangents extérieurement aux cercles exinscrits du triangle ABC est le triangle extangent du triangle ABC. Un triangle ABC et son triangle extangent sont homologiques, d'axe l'axe anti-orthique du triangle ABC.

### Droite centrale associée àX2, le centre de gravité: la droite de Lemoine

La droite de Lemoine comme axe de l'homologie entre le triangle ABC et son triangle tangentiel.

L'axe orthique comme axe de l'homologie entre le triangle ABC et son triangle orthique.

Construction de la droite centrale associée à l'orthocentre.

Construction de la droite centrale associée au centre du cercle d'Euler.

L'axe de l'homologie entre le triangle ABC et son triangle médian est à l'infini.

Les coordonnées trilinéaires du centre de gravité X2 (aussi noté G) du triangle ABC sont (1/a : 1/b : 1/c). Donc la droite centrale associée au centre de gravité est la droite d'équation trilinéaire est 
{\displaystyle {\frac {x}{a}}+{\frac {y}{b}}+{\frac {z}{c}}=0}.
Cette droite est la droite de Lemoine, ou axe de Lemoine du triangle ABC.
Le conjugué isogonal du centre de gravité X2 est le point de Lemoine X6 (aussi noté K) de coordonnées trilinéaires (a : b : c). Donc la droite de Lemoine de triangle ABC est la polaire triliénaire du point de Lemoine du triangle ABC.
Le triangle tangentiel du triangle ABC est le triangle TATBTC formé par les tangentes au cercle circonscrit du triangle ABC en ses sommets. Le triangle ABC et son triangle tangentiel sont homologiques et l'axe de l'homologie est la droite de Lemoine du triangle ABC.

### Droite centrale associée àX3, le centre du cercle circonscrit: l'axe orthique
Les coordonnées trilinéaires du centre du cercle circonscrit X3 (aussi noté O) d'un triangle ABC sont (cos A : cos B : cos C). Donc la droite centrale associée au centre du cercle circonscrit est la droite de coordonnées trilinéaires est
{\displaystyle x\cos A+y\cos B+z\cos C=0}.
Cette droite est l'axe orthique du triangle ABC.
Le conjugué isogonal du centre du cercle circonscrit X6 est l'orthocentre X4 (aussi noté H) de coordonnées (sec A : sec B : sec C). Donc l'axe orthique du triangle ABC est la polaire trilinéaire de l'orthocentre du triangle ABC. L'axe orthique du triangle ABC est l'axe de l'homologie entre le triangle ABC et son triangle orthiqueHAHBHC.

### Droite centrale associée àX4, l'orthocentre
Les coordonnées trilinéaires de l'orthocentre X4 (noté souvent H) d'un triangle ABC sont (sec A : sec B : sec C). Donc la droite centrale associée à l'orthocentre est la droite d'équation trilinéaire 
{\displaystyle x\sec A+y\sec B+z\sec C=0.}
Le conjugué isogonal de l'orthocentre d'un triangle est le centre du cercle circonscrit au même triangle. Donc la droite centrale associée à l'orthocentre est la polaire trilinéaire du centre du cercle circonscrit.

### Droite centrale associée àX5, le centre du cercle d'Euler
Les coordonnées trilinéaires du centre du cercle d'Euler X5 (aussi noté N) d'un triangle ABC sont (cos (B−C) : cos (C−A) : cos (A−B)). Ainsi, la droite centrale associée à ce centre est la droite d'équation trilinéaire
{\displaystyle x\cos(B-C)+y\cos(C-A)+z\cos(A-B)=0}.
Le conjugué isogonal du centre du cercle d'Euler d'un triangle ABC est le point de Kosnita X54 d'un triangle ABC,. Donc la droite centrale associée au centre du cercle d'Euler est la polaire trilinéaire du point de Kosnita. Ce point se construit ainsi : 
Pour O le centre du cercle circonscrit du triangle ABC, on note OA, OB, OC les centres des cercles circonscrits aux triangles BOC, COA, AOB respectivement. Les droites (AOA), (BOB) et (COC) sont concourantes et ce point de conscours est le point de Kosnita du triangle ABC.
Ce nom a été donné par John Rigby.
Cette droite est également l'axe d'homologie entre le triangle ABC et le triangle formé par les symétriques des sommets de ABC par rapport à leurs côtés respectifs.

### Droite centrale associée àX6, le point de Lemoine: l'axe à l'infini
Les coordonnées trilinéaires du point de Lemoine X6 (aussi noté K) du triangle ABC sont (a : b : c). Donc la droite centrale associée à ce centre est la droite d'équation trilinéaire 
{\displaystyle ax+by+cz=0.}
Cette droite est à l'infini dans le plan du triangle ABC. En effet, le conjugué isogonal du point de Lemoine d'un triangle ABC est le centre de gravité du triangle ABC. Ainsi l'axe central associé au point de Lemoine est la polaire trilinéaire du centre de gravité. C'est donc l'axe de l'homologie entre le triangle ABC et son triangle médian. Or, ici, les deux côtés homologiques sont parallèles, donc cet axe de l'homologie est à l'infini.

## D'autres droites centrales connues

### Droite d'Euler
La droite d'Euler d'un triangle ABC est la droite passant par le centre de gravité, le centre du cercle circonscrit, l'orthocentre et le centre du cercle d'Euler de ce triangle. Son équation trilinéaire est 
{\displaystyle x\sin(2A)\sin(B-C)+y\sin(2B)\sin(C-A)+z\sin(2C)\sin(A-B)=0}.
Le centre associé à cette droite est le centre X647, qui est le centre radical du cercle circonscrit, du cercle d'Euler et du cercle de Brocard du triangle ABC.

### Droite de Nagel
La droite de Nagel d'un triangle ABC est la droite passant par le centre de gravité, le centre du cercle inscrit, le centre de Spieker et le point de Nagel de ce triangle. Son équation trilinéaire est 
{\displaystyle x\times a(b-c)+y\times b(c-a)+z\times c\times (a-b)=0}.
Le centre associé à cette droite est le centre X649, qui est aussi l'intersection de l'axe anti-orthique et de l'axe de Lemoine.

### Axe de Brocard
L'axe de Brocard d'un triangle ABC est la droite passant par le centre du cercle circonscrit et le point de Lemoine de ce triangle. Son équation trilinéaire est 
{\displaystyle x\sin(B-C)+y\sin(C-A)+z\sin(A-B)=0}.
Le centre associé à cette droite est le centre X523, qui est aussi le conjugué isgonal du foyer de la parabole de Kiepert du triangle ABC.

### Droite de Gergonne
La droite de Gergonne d'un triangle ABC est l'axe de l'homologie entre le triangle et son triangle de contact (les points de tangence entre les côtés de triangle et son cercle inscrit). Son équation trilinéaire est 
{\displaystyle xa(p-a)+yb(p-b)+zc(p-c)=0}
où p désigne le demi-périmètre du triangle. Le centre associé à cette droite est le centre X55, qui est aussi le centre d'homothétie interne entre le cercle circonscrit et le cercle inscrit du triangle de référence (ce centre existe, même si on est ici dans un cas dégénéré où le cercle inscrit est à l'intérieur du cercle circonscrit.